# Plocoglottis kaniensis
Plocoglottis kaniensis är en orkidéart som beskrevs av Rudolf Schlechter. Plocoglottis kaniensis ingår i släktet Plocoglottis och familjen orkidéer. Inga underarter finns listade i Catalogue of Life.